# Jacob Bolotin
Jacob Bolotin (3 de enero de 1888-1 de abril de 1924), hijo de una familia de inmigrantes judíos polacos, fue un médico estadounidense ciego de nacimiento que vivía y practicaba en Chicago. Se graduó con honores a los veinticuatro años, y se convirtió en primer médico totalmente ciego del mundo con licencia para practicar la medicina. Fue reconocido especialmente por su experiencia en las enfermedades del corazón y los pulmones. Bolotin utilizó sus muchos compromisos para hablar en público, a fin de abogar por el empleo de los ciegos, y su plena integración en la sociedad.